# Xe đạp tại Đại hội Thể thao Đông Nam Á 1987
Xe đạp tại Đại hội Thể thao Đông Nam Á năm 1987 được tổ chức từ ngày 10 đến ngày 19 tháng 9 năm 1987 tại Jakarta, Indonesia, với sự góp mặt của nhiều tay đua mạnh đến từ khu vực. Chương trình thi đấu bao gồm 7 nội dung đường trường và đường đua lòng chảo, với các cự ly và thể thức thi đấu đa dạng. Kì đại hội này chứng kiến sự cạnh tranh quyết liệt giữa 3 đoàn thể thao là Malaysia, Indonesia và Philippines. 

## Tóm tắt kết quả

### Nam
| Nội dung                           | Vàng                                                                      | Vàng          | Bạc                                                                           | Bạc         | Đồng                                                                            | Đồng        |
| ---------------------------------- | ------------------------------------------------------------------------- | ------------- | ----------------------------------------------------------------------------- | ----------- | ------------------------------------------------------------------------------- | ----------- |
| 1.000 m cá nhân tính giờ           | Bernardo Rimarim                                                          | 1:09.67       | Puspita Mustika Adya                                                          | 1:09.88     | Rosman Alwi                                                                     | 1:11.18     |
| 100 km đua tính giờ đồng đội       | Indonesia Ian Tanuwijaya · Ronny Yahya · Robby Yahya · Ungut Ong Kim Hong | 2hr:19:18.25  | Thailand Kajohnsak Kongpu · Pongsak Sanlom · Taksin Sornsuth · Somchai Buapet | 2:21:10.45  | Malaysia Murugayan Kumaresan · Khairul Fazal · Tai Cheng Hai · Chen Choong Ming | 2:21:36.24  |
| 4.000 m rượt đuổi cá nhân          | Joselito Santos                                                           | 2:25.10       | Marcellino Delica                                                             | 3:06.28     | Kenneth Tan                                                                     | 5:16.91     |
| Rượt đuổi đồng đội                 | Philippines                                                               | 3:57.88       | Malaysia                                                                      | 4:10.34     | Indonesia                                                                       | 4:26.45     |
| 1.000 m nước rút cá nhân           | Rosman Alwi                                                               | 11.45         | Puspita Mustika Adya                                                          | 11:60       | Dayanan Feliciano                                                               | 11.99       |
| 30 km đua tích điểm                | Murugayan Kumaresan                                                       | 56pts         | Santos Joseito                                                                | 41          | Ishak Amin                                                                      | 39          |
| Tour de Sea Games chặng 2 đồng đội | Indonesia                                                                 | 15hr:45:05.01 | Malaysia                                                                      | 15:52:00.34 | Philippines                                                                     | 16:03:54.21 |
| Tour de Sea Games chặng 2          | Murugayan Kumaresan                                                       | 3hr:52:18.17  | Chen Choong Ming                                                              | 3:52:50.15  | Ronny Yahya                                                                     | 3:54:54.88  |
| Tour de Sea Games Team             | Indonesia                                                                 | 31hr:12:26.91 | Malaysia                                                                      | 1:09.88     | Philippines                                                                     | 1:11.18     |
| ClassTour de Sea Games chung cuộc  | Murugayan Kumaresan                                                       | 7hr:41:09.71  | Ronny Yahya                                                                   | 7:43:45.43  |                                                                                 |             |

### Nữ
| Nội dung                            | Vàng        | Vàng         | Bạc            | Bạc        | Đồng      | Đồng       |
| ----------------------------------- | ----------- | ------------ | -------------- | ---------- | --------- | ---------- |
| 51,7 km đua đường trường cá nhân nữ | Rida Farida | 1hr:27:25.33 | Somjit Kongram | 1:27:26.50 | Chamchian | 1:27:35.33 |

## Bảng huy chương
| Hạng               | Đoàn               | Vàng | Bạc | Đồng | Tổng số |
| ------------------ | ------------------ | ---- | --- | ---- | ------- |
| 1                  | Malaysia (MAS)     | 4    | 4   | 3    | 11      |
| 2                  | Indonesia (INA)    | 4    | 3   | 2    | 9       |
| 3                  | Philippines (PHI)  | 3    | 2   | 3    | 8       |
| 4                  | Thái Lan (THA)     | 0    | 2   | 1    | 3       |
| 5                  | Singapore (SIN)    | 0    | 0   | 1    | 1       |
| Tổng số (5 đơn vị) | Tổng số (5 đơn vị) | 11   | 11  | 10   | 32      |